# Piotr Lass

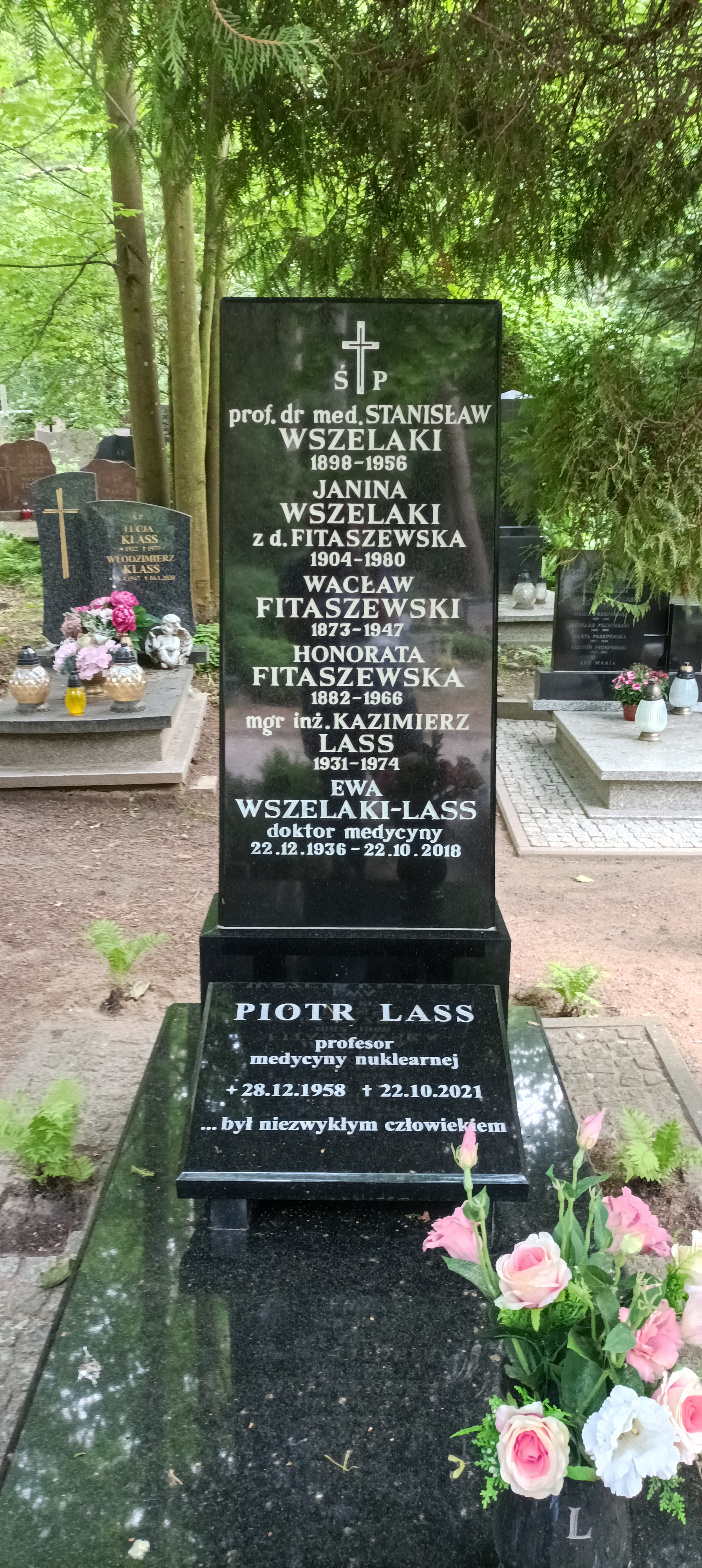
Grób prof. Piotra Lassa na cmentarzu Srebrzysko w Gdańsku

Piotr Stanisław Lass (ur. 28 grudnia 1958 w Gdańsku, zm. 22 października 2021) – polski lekarz, specjalista w zakresie medycyny nuklearnej, profesor nauk medycznych, dziekan Wydziału Nauk o Zdrowiu Akademii Medycznej w Gdańsku i Gdańskiego Uniwersytetu Medycznego w latach 2006–2016.

## Życiorys
Absolwent III Liceum Ogólnokształcącego im. Bohaterów Westerplatte w Gdańsku. W 1983 ukończył studia lekarskie na Akademii Medycznej w Gdańsku. W 1990 uzyskał stopień doktora na podstawie pracy zatytułowanej Zmiany reaktywności beta-adrenergicznej przepływu mózgowego w cukrzycy streptozotocynowej u szczurów. Habilitował się w roku 1999 w oparciu o rozprawę Tomografia emisyjna pojedynczego fotonu jako metoda oceny zmian mózgowego przepływu krwi w wybranych układowych chorobach tkanki łącznej. W 2004 otrzymał tytuł profesora nauk medycznych. Od 1983 związany zawodowo z Akademia Medyczną w Gdańsku (AMG), przekształconą w roku 2009 w Gdański Uniwersytet Medyczny (GUMed.). Pracował w Zakładzie Medycyny Nuklearnej; od roku 1995 jako jego kierownik. W pracy naukowej specjalizował się w badaniach radioizotopowych ośrodkowego układu nerwowego. Staże naukowe i zawodowe odbywał m.in. w Danii, Katarze, Wielkiej Brytanii i Włoszech. W latach 2002–2006 był prodziekanem Wydziału Lekarskiego AMG, w roku 2006 pierwszym dziekanem i założycielem Wydziału Nauk o Zdrowiu tej uczelni.
Uzyskał członkostwo w licznych towarzystwach naukowych, m.in. Polskim Towarzystwie Medycyny Nuklearnej (w latach 2002–2006 przewodniczący Zarządu PTMN), Polskim Towarzystwie Fizyki Medycznej, British Society of Nuclear Medicine, Society of Nuclear Medicine. W latach 1987–1989, 1994–1999 członek Komisji Neuroradiologii Komitetu Nauk Neurologicznych PAN, od 2011 Komitetu Fizyki Medycznej, Radiobiologii i Diagnostyki Obrazowej PAN.
Od 2019 był członkiem Rady Doskonałości Naukowej I kadencji.
Pochowany na cmentarzu Srebrzysko w Gdańsku(rejon IX-kwatera prof.-1-16).

## Życie prywatne
Był wnukiem profesora Stanisława Wszelakiego.

## Odznaczenia
- Srebrny Krzyż Zasługi (2002)[5]
- Złoty Krzyż Zasługi (2011)[6]
- Medal „Zasłużonemu Akademii Medycznej w Gdańsku”
- Medal Komisji Edukacji Narodowej